# John Jefferson Williams
John Jefferson Williams hay John J. Williams (1843 – 13 tháng 5 năm 1865) là người lính cấp bậc binh nhì thuộc Đại đội B, Trung đoàn 34 Bộ binh Indiana Liên bang miền Bắc. Ông bị giết trong trận Palmito Ranch, trận đánh trên bộ cuối cùng của Nội chiến Hoa Kỳ, và thường được công nhận là người lính cuối cùng thiệt mạng trong cuộc xung đột này.

## Tiểu sử
Williams chào đời năm 1843 tại Quận Jay, Indiana, và gia nhập Quân đội Liên bang miền Bắc vào tháng 9 năm 1863, có lẽ là ở Anderson. Ông chuyển đến Trại Joe Holt nơi diễn tập đơn vị trước khi được giao nhiệm vụ trên trận địa của họ. Trung đoàn của ông đã dành phần lớn thời gian của cuộc chiến để làm nhiệm vụ canh gác và Đồn trú tại Chiến trường phía Tây, bao gồm cả New Orleans là nơi Williams đóng quân trước khi đơn vị của ông gia nhập quân đội chuẩn bị cho cuộc xâm lược và chiếm đóng Texas vào mùa xuân năm 1865. Lần đầu tiên ông tham chiến trong trận Palmito Ranch ở gần Brownsville, Texas và rồi tử trận vào ngày 13 tháng 5 năm 1865. Williams thường được công nhận là người lính cuối cùng tử trận trong cuộc Nội chiến, mặc dù một số nguồn tài liệu đưa sự công nhận này cho Hạ sĩ John W. Skinner, bị giết vào ngày 19 tháng 5 năm 1865 trong một cuộc phục kích ở Cầu Hobdy gần Eufaula, Alabama.
Ông được chôn cất tại Nghĩa trang Quốc gia Alexandria ở Pineville, Louisiana nhưng người ta đã giao hài cốt của ông đem về quê nhà ở Quận Jay, Indiana vào khoảng năm 1897 hoặc 1898 và hiện được chôn cất tại Nghĩa trang Bệnh xá Quận Jay.

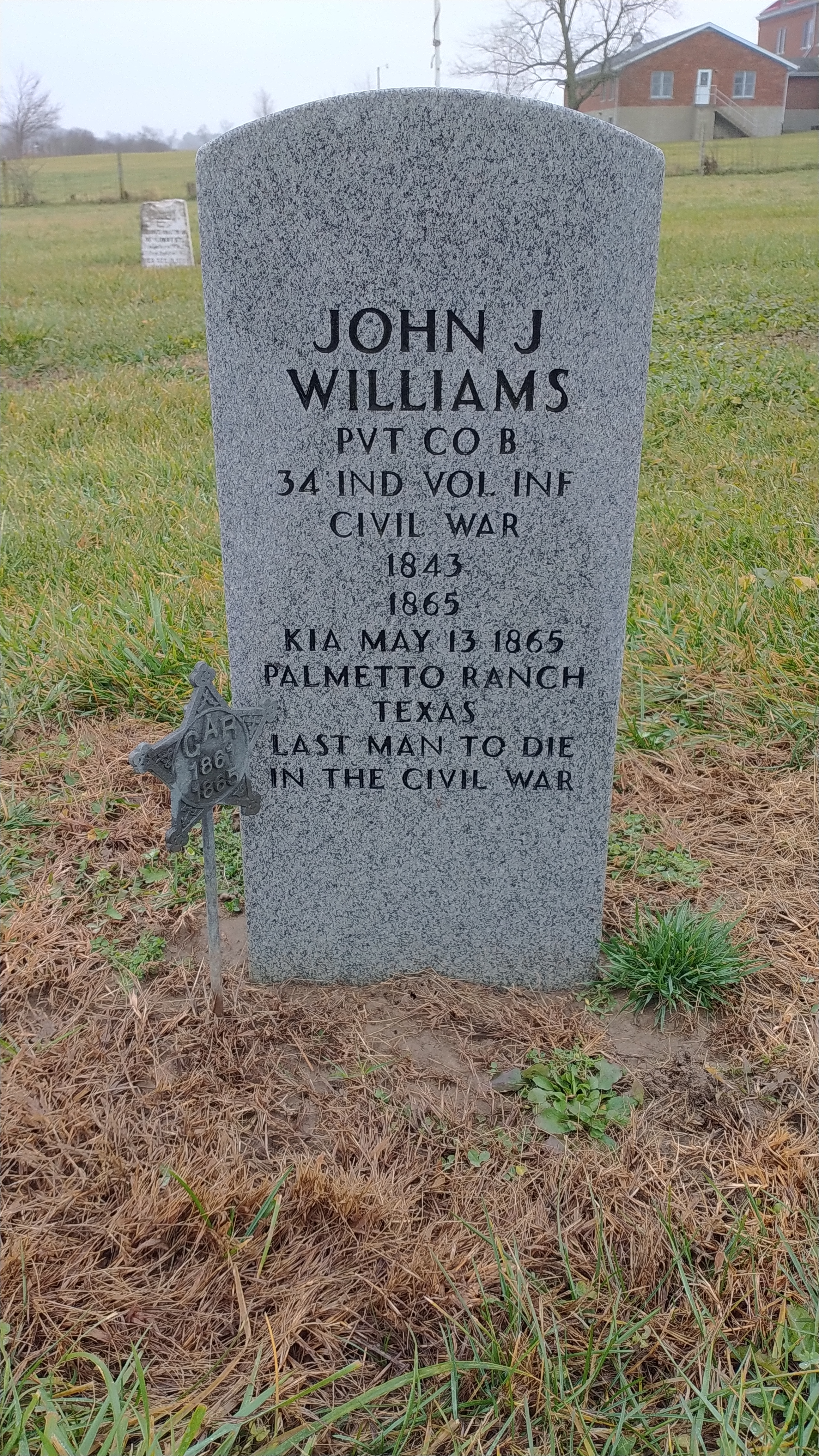
Mộ của John Jefferson Williams